# Michael Appleby
Michael Appleby és un polític i advocat neozelandès i líder del Partit per a la Legalització del Cànnabis de 1996 a l'octubre de 2013. Appleby i el seu partit advoquen per a la relaxació de les lleis neozelandeses sobre el cànnabis i la seva legalització. Com a advocat Appleby treballa a Wellington.

## Polític
El Partit per a la Legalització del Cànnabis és liderat per un consell executiu de dotze persones, del qual Appleby fou líder des de 1996 fins a l'octubre de 2013.
Appleby ha estat candidat a la circumscripció electoral de Wellington Central en cada elecció general des de les eleccions de 1999. El 1998 fou candidat en l'elecció parcial de Taranaki-King Country on quedà vuitè amb l'1,94% del vot total, en una elecció guanyada per Shane Ardern del Partit Nacional. El 1999 com a candidat a Wellington Central va rebre el 2,18% dels vots, quedant en tercer lloc.
En les eleccions de 2002 Appleby quedà sisè amb el 2,15% del vot captat. En les següents eleccions quedà sisè de nou, però aquest cop amb tan sols l'1,05% del vot. El 2008 va rebre l'1,01% del vot quedant en cinquè lloc.
En les eleccions de 2011 Appleby quedà en cinquè lloc de nou, però aquest cop amb l'1,05% del vot total. En l'elecció parcial d'Ikaroa-Rāwhiti de 2013 Appleby fou nominat pel seu partit com a candidat; l'elecció va tenir lloc el 29 de juny. Va quedar en cinquè lloc d'un total de set candidats amb l'1,53% del vot.
L'octubre de 2013 Appleby anuncià la seva dimissió com a líder del partit. En la conferència anual del partit Julian Crawford fou elegit com a nou líder.